# Hemslingen
Hemslingen è un comune di 1.535 abitanti della Bassa Sassonia, in Germania.
Appartiene al circondario (Landkreis) di Rotenburg (Wümme) (targa ROW) ed è parte della comunità amministrativa (Samtgemeinde) di Bothel.
Il territorio comunale comprende anche la frazione di Söhlingen.